# Diadelia obliquevittata
Diadelia obliquevittata är en skalbaggsart som beskrevs av Stefan von Breuning 1961. Diadelia obliquevittata ingår i släktet Diadelia och familjen långhorningar.
Artens utbredningsområde är Madagaskar. Inga underarter finns listade i Catalogue of Life.